# Ахмед Емин Ялман
Ахмед Емин Ялман (на турски: Ahmet Emin Yalman) е виден турски журналист, професор, издател, общественик и социалист.

## Биография
Роден е в 1888 година в дьонме семейство в големия македонски град Солун, тогава в Османската империя. Завършва образованието си Колумбийския университет и в 1914 година се завръща в Турция, където става първия доцент по социология, а след това професор по статистика в Истанбулския университет. Ахмед Емин развива и богата дейност като журналист. В 1919 година е изпратен в изгнание в Кютахия, а след това прекарва три години в изгнание в Малта. След завръщането си в Турция в 1923 година основава вестник влиятелни вестник „Ватан“. Вестникът е закрит след две години, а на Ахмед Емин е забранено да практикува журналистическата професия.
При налагането на Закона за фамилните имена в Турция в 1934 година Ахмед Емин избира фамилното име Ялман.
В 1934 Ахмед Ялман купува вестник „Тан“ (Зора) заедно с Мехмед Зекерия Сертел, с когото го управляват две години. В това време Ялман е главен писател на вестника, а Мехмед и съпругата му Сабиха са писатели в него.
В 1952 година Ахмед Ялман е прострелян три пъти в опит за убийството му от противници на дьонме обществото, но оцелява.
Ахмед Емин е основател и дългогодишен редактор на серия влиятелни турски вестници. Той също така е един от основателите на Либералния интернационал в 1947 година и на Международния институт за преса в 1950 година. Публикува три книги на английски, една на немски език и повече от десет на турски език, включително автобиография в четири тома. Сред тях са „The Development of Modern Turkey as Measured by Its Press“ (1914), „An Experiment in Clean Journalism“ (1950), „Turkey In My Time“ (1956) и „Turkey in the World War“ (1930). Носител е на множество международни награди и отличия.